# Integrata
Die Cegos Integrata GmbH (vormals Integrata AG und Integrata GmbH) ist ein deutsches Unternehmen zur beruflichen Weiterbildung für die Themenbereiche Informationstechnologie sowie Personal- und Organisationsentwicklung und ist an vierzehn Standorten, davon zwölf Geschäftsstellen, präsent. Laut Computerwoche handelt es sich um „Deutschlands größten und traditionsreichsten IT-Schulungsanbieter“. Der Sitz der Gesellschaft ist Stuttgart (Deutschland).

## Geschichte
Die Integrata Cegos GmbH ist aus dem 1964 von Wolfgang Heilmann in Tübingen gegründeten Unternehmen Integrata Unternehmensberatung GmbH hervorgegangen. 1981 wurde in Münster die erste Zweigniederlassung eröffnet. Es kamen weitere in Deutschland, Österreich und der Schweiz hinzu. 1994 erfolgte die Umwandlung des Geschäftsbereichs Training in eine AG und 1997 deren Börsengang im Freiverkehr an der Börse Stuttgart (Wertpapierkennnummer 621310). Zu diesem Zeitpunkt war die Integrata AG der größte herstellerunabhängige Schulungsanbieter in Deutschland. 92 der 100 größten deutschen Unternehmen zählten zu ihren insgesamt rund 3000 Kunden.
1998 wurde die Gruppe vom französischen IT-Dienstleister Unilog S.A., Paris (Frankreich), übernommen. Die neu entstandene Unternehmensgruppe war damit in fünf europäischen Ländern präsent.
Im Mai 2001 firmierten alle Tochtergesellschaften der Gruppe jeweils in Unilog Integrata um. Für die Unilog Integrata Training AG war dazu die Zustimmung der ordentlichen Hauptversammlung erforderlich, die am 16. Mai 2001 erfolgte. Dies war gleichzeitig das bis heute (Stand 2016) erfolgreichste Jahr in der Firmengeschichte: Auf dem konjunkturellen Höhepunkt erwirtschaftete der Integrata-Konzern mit 265 Mitarbeitern einen Jahresumsatz von 55 Mio. €.
Im Januar 2006 übernahm der britische IT-Dienstleister Logica mit Sitz in London (England) die Unilog Gruppe. Seit 2008 traten alle Gesellschaften des Konzerns – mit Ausnahme der Integrata AG – unter dem Namen Logica im Markt auf. Der Logica-Konzern war in diesem Jahr mit 39.000 Mitarbeitern in 36 Ländern präsent. Die Hauptversammlung der Unilog Integrata Training AG stimmte am 30. Mai 2008 der Umfirmierung der Gesellschaft in Integrata AG zu, die seitdem wieder unter dem früheren Namen der Gruppen-Holding firmiert und den Geschäftsbereich Weiterbildung des Logica-Konzerns repräsentierte.
2009 verkaufte Logica ihre Anteile an ein Management-Buy-In-Team bestehend aus Ingmar J. Rath, Andreas Dahmen und Gerhard Wächter und der Private-Equity-Investor Cornerstone Capital.
2014 erfolgte eine Mehrheitsbeteiligung durch die internationale Cegos-Gruppe mit Sitz in Paris, Frankreich. 2019 erfolgt ein Squeeze-out und die Umfirmierung des Unternehmens in Integrata Cegos GmbH. 2023 erfolgte die Umfirmierung in die Cegos Integrata GmbH.